# Magnificent (U2)
Magnificent is de tweede single van het album No Line on the Horizon van de Ierse band U2.

## Achtergrondinformatie
Het nummer Magnificent ontstond uit de geïmproviseerde opnamesessies met Brian Eno en Daniel Lanois. Bono vertelde dat de songtekst geïnspireerd is door zowel Cole Porter als Bach, en dat het nummer over twee geliefden gaat, die elkaar vasthouden en hun leven proberen te veranderen in iets dat ze beiden vereren. Daarbij is het een verwijzing naar de lofzang van Maria in het Bijbelboek Lukas 1. Lanois vertelde dat ze iets euforisch wilden hebben en dat Bono met een kleine melodie opkwam. Hij vond het goed klinken en bleef ermee werken, net als bij een fanfare. Toen raakte Lanois daarna in het schrijfproces betrokken, omdat Bono wilde praten over een offer dat iemand maakt voor iemand anders. Will.i.am heeft zijn hand gelegd aan een nog uit te brengen remix.

## Tracklist

### Promo-cd
1. "Magnificent" (Edit) - 4:21

### Cd-single
1. "Magnificent" (Edit) - 4:21
2. "Breathe" (Live from Somerville Theatre, Boston) - 4:45

### Cd-maxisingle
1. "Magnificent" (Edit) - 4:21
2. "Vertigo" (Live from Somerville Theatre, Boston) - 3:48
3. "Get On Your Boots" (Justice Remix) - 3:26

## Hitnotering

### Nederlandse Top 40
| "Magnificent" in de Nederlandse Top 40 binnen: 28 maart 2009 | "Magnificent" in de Nederlandse Top 40 binnen: 28 maart 2009 | "Magnificent" in de Nederlandse Top 40 binnen: 28 maart 2009 | "Magnificent" in de Nederlandse Top 40 binnen: 28 maart 2009 | "Magnificent" in de Nederlandse Top 40 binnen: 28 maart 2009 | "Magnificent" in de Nederlandse Top 40 binnen: 28 maart 2009 | "Magnificent" in de Nederlandse Top 40 binnen: 28 maart 2009 | "Magnificent" in de Nederlandse Top 40 binnen: 28 maart 2009 |
| Week                                                         | 1                                                            | 2                                                            | 3                                                            | 4                                                            | 5                                                            | 6                                                            |                                                              |
| ------------------------------------------------------------ | ------------------------------------------------------------ | ------------------------------------------------------------ | ------------------------------------------------------------ | ------------------------------------------------------------ | ------------------------------------------------------------ | ------------------------------------------------------------ | ------------------------------------------------------------ |
| Nummer                                                       | 39                                                           | 27                                                           | 18                                                           | 20                                                           | 25                                                           | 38                                                           | uit                                                          |

### NPO Radio 2 Top 2000
| Nummer met noteringen in de NPO Radio 2 Top 2000 | '09 | '10 | '11 | '12 | '13 | '14  | '15  | '16  | '17  | '18  | '19  |
| ------------------------------------------------ | --- | --- | --- | --- | --- | ---- | ---- | ---- | ---- | ---- | ---- |
| Magnificent                                      | 330 | 432 | 662 | 775 | 775 | 1065 | 1207 | 1471 | 1717 | 1905 | 1710 |

1. ↑  Een vetgedrukt getal geeft de hoogste notering aan.
2. ↑  2009 was het eerste jaar met een notering voor dit nummer.
3. ↑  Deze tabel is bijgewerkt tot en met de laatste editie (2024).